# 시대구분 목록

## 인간사 시대구분

### 보편사
- 선사시대(Pre-History): 사람속의 출현(300만 년 전)에서 문자의 탄생(5000년 전)까지.
  - 석기시대(Stone Age)
    - 구석기 시대(Paleolithic)
      - 전기 구석기 시대(Lower Paleolithic): 현생인류 이전 구인류의 시대.
      - 중기 구석기 시대(Middle Paleolithic): 구인류와 현생인류의 공존시대.
      - 후기 구석기 시대(Upper Paleolithic): 구인류가 사라지고 현생인류가 전세계로 퍼진 시대.

    - 중석기 시대(Mesolithic)
    - 신석기 시대(Neolithic): 중동에서는 기원전 10200년부터, 다른 지역에서는 그보다 좀 늦게 시작.
    - 동기시대(Chalcolithic): 문자가 개발되기 시작한 시대.

  - 원사시대(Protohistory): 선사시대와 역사시대 사이의 시대. 문자를 가진 문명과 문자가 없는 문명이 공존한 시대. 중동에서는 기원전 제4천년기 말기부터이며, 미접촉부족들에게는 현재도 원사시대다.
- 고대사(Ancient history): 인류가 역사를 기록하기 시작했을 때부터 고전후시대까지. 메소포타미아와 이집트에서는 기원전 제3천년기부터 고대사가 시작.
  - 고전 고대(Classical antiquity): 고대 그리스와 고대 로마를 중심으로 지중해가 문화사적 중심지였던 시대.
- 고전후 시대(Post-Classical History): 고대사 바로 다음 시대. 대륙별로 시작 시기가 다르나 대개 기원후 200-600년에서 기원후 1200년-1500년 사이. 대개 그 지역의 고전시대 보편제국 ― 한나라(220년 멸망), 서로마 제국(476년 멸망), 굽타 제국(550년 멸망), 사산조 페르시아 제국(651년 멸망) ― 이 망했을 때부터 고전후 시대로 친다.
  - 중세(Middle Ages): 서양의 고전후 시대. 5세기(서로마 제국 멸망)부터 15세기(동로마 제국 멸망)까지
    - 중세 초기: 5세기-10세기
    - 중세 성기: 11세기-13세기
    - 중세 말기: 14세기-15세기
- 근대사(Modern history): 고전후 시대의 다음 시대.
  - 근세(Early modern period): 서양은 르네상스, 동양은 명나라로 대표되는 시대. 혁명시대로 넘어가면서 끝난다.
  - 근대(Late Modern Period): 18세기 중반에서 20세기 전반까지.
  - 현대사(Contemporary history): 우리가 지금 살고 있는 시대. 인류의 세대가 바뀜에 따라 현대는 계속 갱신되겠지만 현재로서는 제2차 세계대전 이후인 1945년부터 현재까지를 현대로 친다.

### 기술사
- 선사시대
  - 석기시대
    - 구석기 시대 - (전기, 중기, 후기)
    - 중석기 시대
    - 신석기 시대
    - 동기 시대
- 고대사
  - 청동기 시대(Bronze Age)
  - 철기 시대(Iron Age)
- 중세 말기
  - 문예부흥기(Renaissance)
- 근대사
  - 기계시대(Machine Age): 1880년–1945년
    - 석유시대(Age of Oil): 1901년–현재
    - 제트시대(Jet Age): 1940년대

  - 원자시대(Atomic Age): 1945년-현재
    - 핵시대(Nuclear Age): 1950년대-현재[1]

  - 디지털 혁명(Digital Revolution): 1950년대-현재
  - 우주시대(Space Age): 1957년-현재
  - 정보화 시대(Information Age): 1970년-현재
    - 멀티미디어 시대(Multimedia Age): 1987년-현재
    - 소셜 시대(Social Age): 1996년-현재
    - 빅데이터 시대(Big Data age): 2001년-현재[2]

### 전쟁사
- 근대사
  - 제1차 세계대전기(World War I): 1914년-1919년
  - 전간기(Interwar Period): 1918년-1939년
    - 광란의 20년대(Roaring Twenties): 1920년–1929년
    - 대공황 시대(Great Depression): 1929년-1939년

  - 제2차 세계대전기(World War II): 1939년-1945년
  - 전후시대(Post-war era): 1946년–1962년
  - 냉전시대(Cold War): 1945년-1991년
    - 한국전쟁(Korean War): 1950년–1953년
    - 베트남 전쟁(Vietnam War): 1955년–1975년

  - 탈냉전 시대(post–Cold War era): 1991년-현재
    - 보스니아 전쟁(Bosnian War): 1992년–1995년
    - 테러와의 전쟁(War on Terrorism): 2001–현재
    - 러시아-우크라이나 전쟁(Russo-Ukrainian War): 2022-현재

### 지역사

#### 유럽사
- 청동기 시대: 기원전 3000년경-기원전 1050년경
  - 초기 에게문명(크레타, 그리스, 근동): 기원전 3000년경-기원전 1050년경
- 철기시대: 기원전 1050년경-기원전 500년경
  - 그리스 식민주의 시대: 기원전 1050년경-기원전 776년경
  - 고졸기 그리스(Archaic Greece): 기원전 776년-기원전 480년
    - 고졸시대(Archaic period): 기원전 776년-기원전 612년: 도시국가(폴리스)들의 형성기
    - 전고전 시대(Pre-classical period): 기원전 612년-기원전 480년: 니네베 함락부터 제2차 페르시아 전쟁까지

  - 고전시대: 기원전 480년-기원후 476년
    - 고전기 그리스(Classical Greece): 기원전 480년-기원전 399년
    - 마케돈 시대(Macedonian era): 기원전 399년-기원전 323년
    - 헬레니즘 시대(Hellenistic Greece): 기원전 323년-기원전 146년
    - 로마 공화정 말기(Late Roman Republic): 기원전 147년-기원전 27년
    - 원수정(Principate): 기원전 27년-기원후 284년
    - 후기 고대(Late Antiquity): 기원후 284년-기원후 500년

  - 민족대이동 시대(Migration Period): 기원후 300년-기원후 700년
- 중세: 476년-1453년
  - 비잔틴 시대(Byzantine era): 330년-1453년
  - 중세 초기: 476년-1066년
    - 바이킹 시대(Viking Age): 793년-1066년

  - 중세 성기: 1066년-1300년경
  - 중세 말기: 1300년경-1453년
  - 문예부흥기(Renaissance): 1300년경-1600년경
- 근세: 1453년-1789년
  - 대항해시대(Age of Discovery): 1400년경-1770년
  -  폴란드의 황금시대: 1507년-1572년
  - 해적의 황금시대: 1650년–1730년
  -  엘리자베스 시대: 1558년-1603년
  - 종교개혁(Protestant Reformation: 16세기
  - 고전주의(Classicism): 16세기-18세기
  - 근면혁명기(Industrious Revolution): 16세기-18세기
  -  자코비 시대(Jacobean era): 1603년-1625년
  -  표트르 시대(Petrine Era): 1689년–1725년
  - 계몽시대(Age of Enlightenment): 18세기
  - 과학혁명기(Scientific Revolution): 18세기
- 장기 19세기(Long nineteenth century): 1789년–1914년
  -  조지 시대(Georgian era): 1714년-1830년
  - 산업혁명기(Industrial Revolution): 18세기-19세기
  - 유럽 식민주의 및 제국주의 시대(Age of European colonialism and imperialism)
  - 낭만시대(Romantic era): 1770년–1850년
  - 나폴레옹 시대(Napoleonic era): 1799년–1815년
  -  빅토리아 시대(Victorian era): 1837년-1901년. 영국이 세계패권을 쥐었던 시대.
  -  에드워드 시대(Edwardian era): 1901년-1914년
- 세계대전 시대(양차 대전 및 전간기): 1914년–1945년
- 냉전시대: 1945년–1991년
- 탈냉전 시대: 1991년-현재

#### 인도사
- 선사 시대
  - 비라나(기원전 7570년 ~ 기원전 6200년)
  - 메르가르(기원전 7000년 ~ 기원전 3300년)
- 인더스 문명(기원전 3300년 ~ 기원전 1700년)
  - 하라파
  - 모헨조다로
  - 돌라비라
- 고대 인도
  - 베다 시대 (기원전 1600년 경 ~ 기원전 800년 경)
  - 십육대국 시대(기원전 800년 경 ~ 기원전 345년)
- 고전기 인도
  -  마우리아 시대
  - 굽타 시대
  - 바르다나 시대
- 중세
  - 델리 술탄국(1206년 ~ 1526년)
  - 비자야나가르 제국(1336년 ~ 1646년)
  - 마이소르 왕국(1399년 ~ 1799년)
- 근대
  - 무굴 제국(1526년 ~ 18세기)
  - 마라타 동맹(1674년 ~ 1818년)
  - 시크 제국(1799년 ~ 1849년)
  - 영국 동인도 회사령 인도(1757년 ~ 1858년)
  - 영국령 인도 제국(1858년 ~ 1947년)
- 현대
  - 인도 공화국(1947년 ~ 현재)
  - 파키스탄 이슬람 공화국(1947년 ~ 현재)
  - 방글라데시 인민 공화국(1972년 ~ 현재)

#### 일본사
- 선사시대
  - 조몬 시대: 기원전 10,501년-기원전 400년
  - 야요이 시대: 기원전 450년-기원후 250년
- 고대사
  - 고훈 시대: 250년-600년
  - 아스카 시대: 643년–710년
  - 나라 시대: 743년–794년
  - 헤이안 시대: 795년–1185년
- 봉건시대
  - 가마쿠라 시대: 1185년–1333년
  - 무로마치 시대: 1333년–1573년[3]
  - 아즈치모모야마 시대: 1573년–1603년
  - 에도 시대: 1603년–1868년
- 전전시대
  - 메이지 시대: 1868년–1912년
  - 다이쇼 시대: 1912–1926년
  - 전전 쇼와 시대: 1926년-1945년
- 전후시대
  - 전후 쇼와 시대: 1945년–1989년
  - 헤이세이 시대: 1989년–2019년
  - 레이와 시대: 2019년–현재

## 신화사 시대구분
점성학적 시대
- 금우궁의 시대
- 백양궁의 시대
- 보병궁의 시대

그리스 신화
- 황금시대 (자급자족)
- 백은시대 (방종)
- 청동시대 (전쟁)
- 영웅시대 (출세지향)
- 철의 시대 (폭력적)

아즈텍 신화
- 나우이 오셀로틀(Nahui-Ocelotl): 밤의 신 테스카틀리포카의 시대로, 재규어가 파괴하는 시대.
- 나우이 에헤카틀(Nahui-Ehécatl): 바람의 신 케찰코아틀의 시대로, 태풍이 파괴하는 시대.
- 나우이 쿠이아우이틀(Nahuiquiahuitl): 비의 신 틀랄록의 시대로, 불의 비가 파괴하는 시대.
- 나우이 아틀(Nahui-Atl): 물의 여신 찰치우틀리쿠에의 시대로, 홍수가 파괴하는 시대.
- 나우이 올린(Nahui-Ollin): 토나티우의 시대로, 지진이 파괴하는 시대이자 지금 우리가 사는 시대.

인도 신화(칼파)
- 사트야 유가: 일명 황금시대라고 할 수 있다. 도덕적인 사람들만 있고, 세상이 평화롭다. 이 시기에 다르마의 다리는 4개이다.
- 트레타 유가: 다르마가 약해진다. 법과 의무가 생기고, 제물을 바치는 야즈나가 생긴다. 이 시기에 다르마의 다리는 3개이다.
- 드와파라 유가: 다르마와 아다르마의 불균형이 커진다. 사람들이 괴로움을 당한다. 이 시기에 다르마의 다리는 2개이다.
- 칼리 유가: 말세이다. 오늘날 우리가 살고 있는 기간이며 불화와 전쟁이 이어진다. 이 시기에 다르마의 다리는 1개이다.

## 우주론적 시대구분
| 시대구분    | 기간                                   | 설명                                                                           |
| ----------- | -------------------------------------- | ------------------------------------------------------------------------------ |
| 플랑크 시대 | 우주의 시작 이후 0초-10−43초           | 이 시대에 관해 알려진 바는 거의 없으며 각종 이론이 난무한다.                   |
| 대통일 시대 | 우주의 시작 이후 10−43초-10−36초       | 중력을 제외한 모든 기본 힘이 하나였던 시대.                                    |
| 전약시대    | 우주의 시작 이후 10−36초-10−12초       | 우주의 온도가 1028 켈빈까지 냉각, 강력과 전약력이 분리된 시대.                 |
| 급팽창 시대 | 우주의 시작 이후 10−36초-10−32초       | 급팽창으로 인해 우주의 모양이 평탄해진 시대.                                   |
| 쿼크 시대   | 우주의 시작 이후 10−12초-10−6초        | 급팽창이 끝나고 쿼크가 출현, 전약력이 약력과 전자기력으로 분리된 시대.         |
| 강입자 시대 | 우주의 시작 이후 10−6초-1초            | 우주가 충분히 냉각되어 쿼크들이 뭉쳐 강입자, 양성자, 중성자를 형성한 시대.     |
| 경입자 시대 | 우주의 시작 이후 1초-10초              | 대부분의 강입자들과 반강입자들이 쌍소멸하여 경입자들과 반경입자들을 남긴 시대. |
| 광자 시대   | 우주의 시작 이후 10초-370,000년        | 대부분의 경입자들과 반경입자들이 쌍소멸하여 광자가 우주를 지배한 시대.         |
| 핵합성      | 우주의 시작 이후 3분-20분              | 우주가 충분히 냉각되어 핵융합으로 원자핵이 형성된 시대.                        |
| 재결합      | 우주의 시작 이후 377,000년             | 수소와 헬륨 원자가 형성된 시대.                                                |
| 재전리      | 우주의 시작 이후 1억 5000만 년-10억 년 | 중력붕괴로 최초의 항성과 퀘이사가 형성된 시대.                                 |

## 같이 보기
- 지질 시대
- 연표 목록
- 크기 정도 (시간)
- 시대구분론
- 시간